# Hysterochelifer urbanus
Hysterochelifer urbanus es una especie de arácnido del orden Pseudoscorpionida de la familia Cheliferidae.

## Distribución geográfica
Se encuentra en Nuevo México (Estados Unidos)
.